# Julie Anne San Jose
Pour les articles homonymes, voir San Jose.
Julie Anne Peñaflorida San Jose née le 17 mai 1994 à Quezon City aux Philippines est une chanteuse, compositrice, actrice de la télévision philippine. Elle est surnommée Asia's Limitless Star (L'étoile sans limites de l'Asie) pour la qualité et la diversité de ses réalisations artistiques.
Elle fait partie des artistes dont la production est des plus vendus aux Philippines. Plus jeune récipiendaire du Diamond Record Award de l'Association philippine de l'industrie du disque pour son album Julie Anne San Jose, qui s'est vendu à plus de 150 000 exemplaires dans le pays. Récipiendaire de nombreux trophées musicaux et télévisuels, elle est introduite dans le Walk of Fame à Eastwood City en 2015.